# Kościół św. Barbary w Chrostkowie
Kościół świętej Barbary – rzymskokatolicki kościół parafialny należący do parafii pod tym samym wezwaniem (dekanat dobrzyński nad Drwęcą diecezji płockiej).

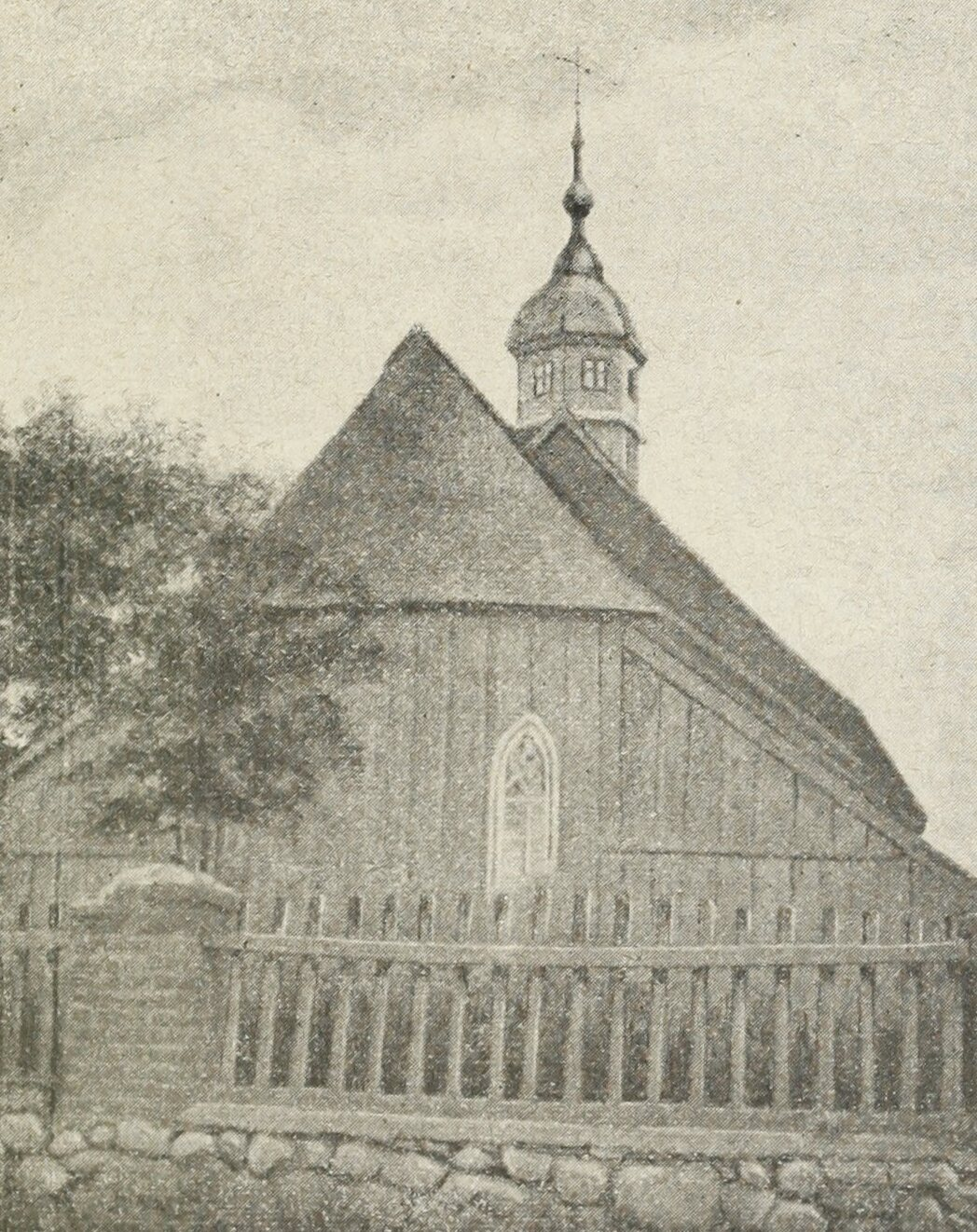
Widok kościoła przed 1909

Jest to świątynia wzniesiona w 1694 roku. Pierwotnie nosiła wezwanie Matki Bożej i Świętej Katarzyny. Rozbudowana została o kaplicę i kruchty pod koniec XVIII wieku, dzięki staraniom Andrzeja Zielińskiego. W 1814 roku w czasie remontu świątyni zostały wykonane chór i sufit. Rozbudowana została pod koniec XIX wieku – powiększono wówczas kruchtę od frontu i zakrystię. W 1990 roku została przebudowana – dobudowano wówczas dwie nawy boczne, kruchtę oraz wykonano polichromię i witraże. W 2011 roku zostało wymienione pokrycie dachowe.
Budowla jest drewniana, posiada konstrukcję zrębową. Jej prezbiterium jest mniejsze w stosunku do nawy, zamknięte trójbocznie, z boku znajdują się zakrystia i skarbczyk. Od frontu i z boku nawy są umieszczone kruchty. Z boku nawy znajduje się kaplica, wybudowana na rzucie kwadratu i nakryta dachem namiotowym z wieżyczką. Dach kościoła jest dwukalenicowy, pokryty blachą, na dachu jest umieszczona sześciokątna wieżyczka na sygnaturkę. Jest ona zwieńczona cebulastym dachem hełmowym z latarnią. Wnętrze jest nakryte wspólnym dla nawy i prezbiterium stropem płaskim. Chór muzyczny jest podparty dwoma słupami o ściętych odcinkach bocznych, znajduje się na nim prospekt organowy, wykonany w 2. połowie XIX wieku. Polichromię na ścianach i suficie wykonał w 1990 roku Mikołaj Konczalski. Jest ona uzupełnieniem poprzedniej autorstwa Władysława Drapiewskiego. Ołtarz główny powstał w 2 połowie XVII wieku. Ołtarze boczne zostały wykonane na przełomie XVII i XVIII wieku. Ambona pochodzi z XVIII wieku.